# Гизелер, Хорст
Хорст Гизелер (нем. Horst Gieseler; род. 29 апреля 1942, Херне, Вестфалия) — западногерманский легкоатлет, выступавший в барьерном беге. Участник летних Олимпийских игр 1964 года.

## Биография
Хорст Гизелер родился 29 апреля 1942 года в немецком городе Херне.
Выступал в легкоатлетических соревнованиях за «Бохум». В 1964 году стал чемпионом ФРГ.
В 1964 году вошёл в состав сборной ОГК на летних Олимпийских играх в Токио. В беге на 400 метров с барьерами выбыл в четвертьфинале, не сумев закончить дистанцию.
В 1966 году на чемпионате Европы в Будапеште занял 6-е место в беге на 400 метров с барьерами, показав результат 51,2 секунды и уступив 1,4 секунды завоевавшему золото Роберто Фринолли из Италии.
Работал клерком в промышленности.

## Личный рекорд
- Бег на 400 метров с барьерами — 50,3 (1966)[1]